# LSPM J0207+3331
LSPM J0207+3331 — наиболее старый и холодный из известных белых карликов, обладающих околозвёздным диском (по состоянию на 2019 год). Температура звезды составляет всего чуть больше 6000 K.
Открыт в октябре 2018 года исследователем-любителем, участвовавшим в проекте гражданской науки Backyard Worlds.
Объект обладает околозвёздным диском несмотря на то, что возраст белого карлика превышает 3 миллиарда лет. Инфракрасный избыток в спектре согласуется с моделью, в которой вводятся два кольца с разными температурами: внешнее более холодное кольцо имеет температуру 480 K, а внутреннее кольцо имеет температуру в пределах от 550 до 1400 K. Возможно, это остаточный диск, сформировавшийся при разрушении астероидов гравитацией звезды.
Звезду наблюдали с помощью телескопа Кека, она является предметом текущего исследования.